# Joël Magnin
Joël Magnin, né le 31 mai 1971 à Neuchâtel, est un joueur et entraîneur suisse de football.

## Biographie
Né le 31 mai 1971 à Neuchâtel, Joël Magnin commence sa carrière de footballeur au FC Boudry, en deuxième ligue neuchâteloise (alors quatrième division). Après deux saisons, grâce à son entraîneur qui croit à son potentiel, il est proposé à plusieurs clubs de ligue nationale. Si Neuchâtel Xamax le juge trop âgé, Grasshoppers le prend en test avant de l’engager. Lors de sa première saison, il est contraint de participer au tour de promotion/relégation, mais se hisse également en finale de la Coupe de Suisse, où l’équipe zurichoise est défaite en finale par le FC Lugano. La saison suivante, ses coéquipiers et lui prennent leur revanche en remportant la Coupe de Suisse. Lors de la finale, Magnin rentre à la 65e minute et marque les deux derniers buts de son équipe. En championnat, les Sauterelles manquent le titre, échouant dans le tour final face au Servette FC.
Magnin fête un premier titre de champion de Suisse en 1995. Durant le tour final, il est aligné à treize reprises et inscrit quatre buts. Avec son équipe, il se hisse également jusqu’en finale de la Coupe de Suisse, où ils sont défaits par le FC Sion. Au cours de la saison 1995-1996, il participe à la conquête d’un nouveau titre avec Grasshoppers, mais est prêté avant le terme de la saison au FC Lugano, en compagnie de Tomasz Rząsa en retour de Tomislav Erceg. Sevré de titre ou de finale avec Grasshoppers en 1996-1997, Magnin renoue avec le succès en 1997-1998 avec un nouveau titre de champion de Suisse. Lors de sa dernière saison sur les bords de la Limmat, Magnin doit se contenter d’un titre de vice-champion et d’une finale de Coupe de Suisse.
En 1999, il s’engage avec le FC Lugano. Il reste trois saisons dans le club tessinois, période durant laquelle il est sélectionné (sans entrer en jeu) pour la première et unique fois en équipe de Suisse par Enzo Trossero. Il part ensuite aux Young Boys, où il met un terme à sa carrière de joueur au terme de la saison 2006-2007, et se reconvertit comme entraîneur dans le centre de formation du club bernois, où il prend les rênes de l’équipe réserve, alors qu’il était prévu au départ qu’il entraîne l’équipe des moins de 16 ans. Il entraîne la réserve de YB entre 2007 et 2019, entrecoupé par une saison avec les M18 et quelques mois au poste d’assistant de Bernard Challandes avec la première équipe. En mars 2019, Magnin s’engage pour reprendre le poste d’entraîneur du Neuchâtel Xamax FCS dès la saison 2019-2020. Le 5 juillet 2020, il est limogé alors que Xamax occupe la dernière place du classement à huit journées de la fin.
Le 4 mars 2024, il est nommé entraineur intérim de l'équipe première des Young Boys en remplacement de Raphael Wicky,.

## Palmarès
Joël Magnin remporte deux titres de champion de Suisse avec Grasshoppers en 1994-1995 et 1997-1998, et participe à la conquête d’un troisième titre en 1995-1996, mais est prêté à Lugano peu avant la fin de la saison. Magnin remporte également une coupe de Suisse en 1994, marquant deux buts durant la finale. Il est également défait à quatre reprises au stade final de cette compétition, en 1993, 1995 et en 1998 avec Grasshoppers et en 2006 avec les BSC Young Boys.

## Statistiques
| Saison                | Club                  | Championnat           | Championnat | Championnat | Coupe(s) nationale(s) | Coupe(s) nationale(s) | Compétition(s) continentale(s) | Compétition(s) continentale(s) | Compétition(s) continentale(s) | Tour final LNA | Tour final LNA | Promotion/relégation LNA/LNB | Promotion/relégation LNA/LNB | Total | Total |
| Saison                | Club                  | Division              | M.          | B.          | M.                    | B.                    | Comp.                          | M.                             | B.                             | M.             | B.             | M.                           | B.                           | M.    | B.    |
| 1992-1993             | Grasshoppers          | LNA                   | 14          | 1           | -                     | -                     | C3                             | 3                              | 1                              | -              | -              | 8                            | 2                            | 25    | 4     |
| 1993-1994             | Grasshoppers          | LNA                   | 8           | 4           | -                     | -                     | -                              | -                              | -                              | 11             | 2              | -                            | -                            | 19    | 6     |
| 1994-1995             | Grasshoppers          | LNA                   | 22          | 4           | -                     | -                     | C2                             | 4                              | 0                              | 13             | 4              | -                            | -                            | 39    | 8     |
| 1995-1996             | Grasshoppers          | LNA                   | 21          | 3           | -                     | -                     | C1                             | 8                              | 0                              | 5              | 1              | -                            | -                            | 34    | 4     |
| 1995-1996             | FC Lugano (prêt)      | LNA                   | -           | -           | -                     | -                     | -                              | -                              | -                              | -              | -              | 9                            | 1                            | 9     | 1     |
| 1996-1997             | Grasshoppers          | LNA                   | 21          | 1           | -                     | -                     | C1                             | 8                              | 0                              | 12             | 1              | -                            | -                            | 41    | 2     |
| 1997-1998             | Grasshoppers          | LNA                   | 19          | 3           | -                     | -                     | C3                             | 4                              | 1                              | 13             | 1              | -                            | -                            | 36    | 5     |
| 1998-1999             | Grasshoppers          | LNA                   | 18          | 1           | -                     | -                     | C1 C3                          | 4                              | 0                              | 13             | 2              | -                            | -                            | 39    | 3     |
| Sous-total            | Sous-total            | Sous-total            | 123         | 17          | -                     | -                     | -                              | 35                             | 2                              | 67             | 11             | 17                           | 3                            | 242   | 33    |
| 1999-2000             | FC Lugano             | LNA                   | 14          | 4           | -                     | -                     | -                              | -                              | -                              | -              | -              | 12                           | 3                            | 26    | 7     |
| 2000-2001             | FC Lugano             | LNA                   | 20          | 1           | -                     | -                     | -                              | -                              | -                              | 12             | 0              | -                            | -                            | 32    | 1     |
| 2001-2002             | FC Lugano             | LNA                   | 18          | 9           | -                     | -                     | C1                             | 2                              | 0                              | 12             | 4              | -                            | -                            | 32    | 13    |
| Sous-total            | Sous-total            | Sous-total            | 52          | 14          | -                     | -                     | -                              | 2                              | 0                              | 24             | 4              | 12                           | 3                            | 90    | 21    |
| 2002-2003             | Young Boys            | LNA                   | 18          | 2           | -                     | -                     | -                              | -                              | -                              | 12             | 3              | -                            | -                            | 30    | 5     |
| 2003-2004             | Young Boys            | Super League          | 27          | 7           | 1                     | 0                     | -                              | -                              | -                              | -              | -              | -                            | -                            | 28    | 7     |
| 2004-2005             | Young Boys            | Super League          | 30          | 1           | 4                     | 0                     | C1                             | 2                              | 0                              | -              | -              | -                            | -                            | 36    | 1     |
| 2005-2006             | Young Boys            | Super League          | 29          | 2           | 5                     | 3                     | CI                             | 3                              | 0                              | -              | -              | -                            | -                            | 37    | 5     |
| 2006-2007             | Young Boys            | Super League          | 11          | 0           | 2                     | 0                     | -                              | -                              | -                              | -              | -              | -                            | -                            | 13    | 0     |
| Sous-total            | Sous-total            | Sous-total            | 115         | 12          | 12                    | 0                     | -                              | 5                              | 0                              | 12             | 3              | -                            | -                            | 144   | 15    |
| Total sur la carrière | Total sur la carrière | Total sur la carrière | 290         | 43          | 12                    | 0                     | -                              | 42                             | 2                              | 103            | 18             | 29                           | 6                            | 476   | 69    |